# Gary B. Nash
Gary Baring Nash (27 juillet 1933 - 29 juillet 2021) est un historien, un universitaire, un essayiste américain spécialisé dans l'histoire de l'esclavage aux États-Unis, de la ségrégation raciale et de la période de la révolution américaine ( 1775 - 1783). La qualité de ses ouvrages lui ont permis de recevoir des prix, reconnaissant ainsi sa contribution à l'histoire américaine.

## Biographie

### Jeunesse et formation
Gary B. Nash est le fils de Ralph C Nash, un employé de la General Electric et d'Edith Nash. Pendant ses études secondaires, il reçoit l'enseignement traditionnel sur l'histoire des États-Unis, la fondation par l'arrivée des Pères pèlerins à bord du Mayflower, un état fondé par des Blancs animés par de nobles idéaux, etc. Lorsqu'il est accepté à l'université de Princeton, il suit les cours de l'historien Eric F. Goldman qui lui fait découvrir des pans entiers de l'histoire américaine, encore mal enquêtés par les historiens, des périodes sombres et peu glorieuses contredisant l'histoire hagiographique,.

## Œuvres
- (en-US) Class and Society in Early America, Englewood Cliffs, New Jersey, Prentice-Hall, 28 juin 1970, 228 p. (ISBN 9780131351035, lire en ligne),
- (en-US) Red, White, and Black: The Peoples of Early North America, Englewood Cliffs (New Jersey), Prentice-Hall (6° édition), 1974, rééd. 1 septembre 2009, 356 p. (ISBN 9780205692378, lire en ligne),
- (en-US) The Private Side Of American History: Readings In Everyday Life, San Diego, Harcourt Brace Jovanovich, 1 janvier 1975, rééd. 1 janvier 1987, 459 p. (ISBN 9780155719606),
- (en-US) The Urban Crucible: The Northern Seaports and the Origins of the American Revolution, Cambridge, Massachusetts, Harvard University Press, 1979, rééd. 15 mars 1986, 308 p. (ISBN 9780674930599, lire en ligne)
- (en-US) The American people : creating a nation and a society, New York, Pearson, 28 janvier 1986, 660 p. (ISBN 9780321317278, lire en ligne),
- (en-US) Forging Freedom: The Formation of Philadelphia's Black Community, 1720-1840, Cambridge, Massachusetts, Harvard University Press, 1988, rééd. 1 mars 191, 374 p. (ISBN 9780674309333, lire en ligne),
- (en-US) Race and Revolution, Rowman & Littlefield, coll. « Merrill Jensen Lectures in Constitutional Studies », 1er décembre 1990, 228 p. (ISBN 978-0945612216),
- (en-US) American Odyssey: The United States In The Twentieth Century, Glencoe (Californie), McGraw-Hill, 1 octobre 1990, rééd. 1 août 1994, 920 p. (ISBN 9780028227221, lire en ligne),
- (en-US) Freedom by Degrees: Emancipation in Pennsylvania and Its Aftermath, New York, Oxford University Press, USA, 17 janvier 1991, 280 p. (ISBN 9780195045833, lire en ligne),
- (en-US) Quakers and Politics: Pennsylvania, 1681-1726, Boston, Northeastern University Press, 7 octobre 1993, 388 p. (ISBN 9781555531669, lire en ligne),
- (en-US) Forbidden Love, New York, H. Holt, 15 juin 1999, 232 p. (ISBN 9780805049534, lire en ligne),
- (en-US) First City: Philadelphia and the Forging of Historical Memory, Philadelphie, University of Pennsylvania Press, 21 novembre 2001, rééd. 5 avril 2006, 385 p. (ISBN 9780812219425),
- (en-US) The Tarasov Saga: From Russia Through China to Australia, Kenthurst (Australie), Rosenberg Publishing, 1er janvier 2002, 280 p. (ISBN 9781877058011),
- (en-US) Landmarks of the American Revolution, New York, Oxford University Press, USA, 12 juin 2003, 168 p. (ISBN 9780195128499, lire en ligne),
- (en-US) The Unknown American Revolution: The Unruly Birth of Democracy and the Struggle to Create America, New York, Penguin Books,, 23 juin 2005, rééd. 30 mai 2006, 512 p. (ISBN 9780143037200),
- (en-US) The Forgotten Fifth: African Americans in the Age of Revolution, Cambridge, Massachusetts, Harvard University Press, 1er février 2006, 236 p. (ISBN 9780674021938),
- (en-US) Co-écrit avec Carter Smith, Atlas of American History, New York, Facts on File, 1 novembre 2006, rééd. 2007, 360 p. (ISBN 9780816059522, lire en ligne),
- (en-US) Friends of Liberty: A Tale of Three Patriots, Two Revolutions, and the Betrayal that Divided a Nation: Thomas Jefferson, Thaddeus Kosciuszko, and Agrippa Hull, New York, Basic Books, 24 mars 2008, 344 p. (ISBN 9780465048144, lire en ligne),
- (en-US) The Liberty Bell, New Haven, Connecticut, Yale University Press, 18 mai 2010, 256 p. (ISBN 9780300139365).